# Hans-Dieter Mutschler

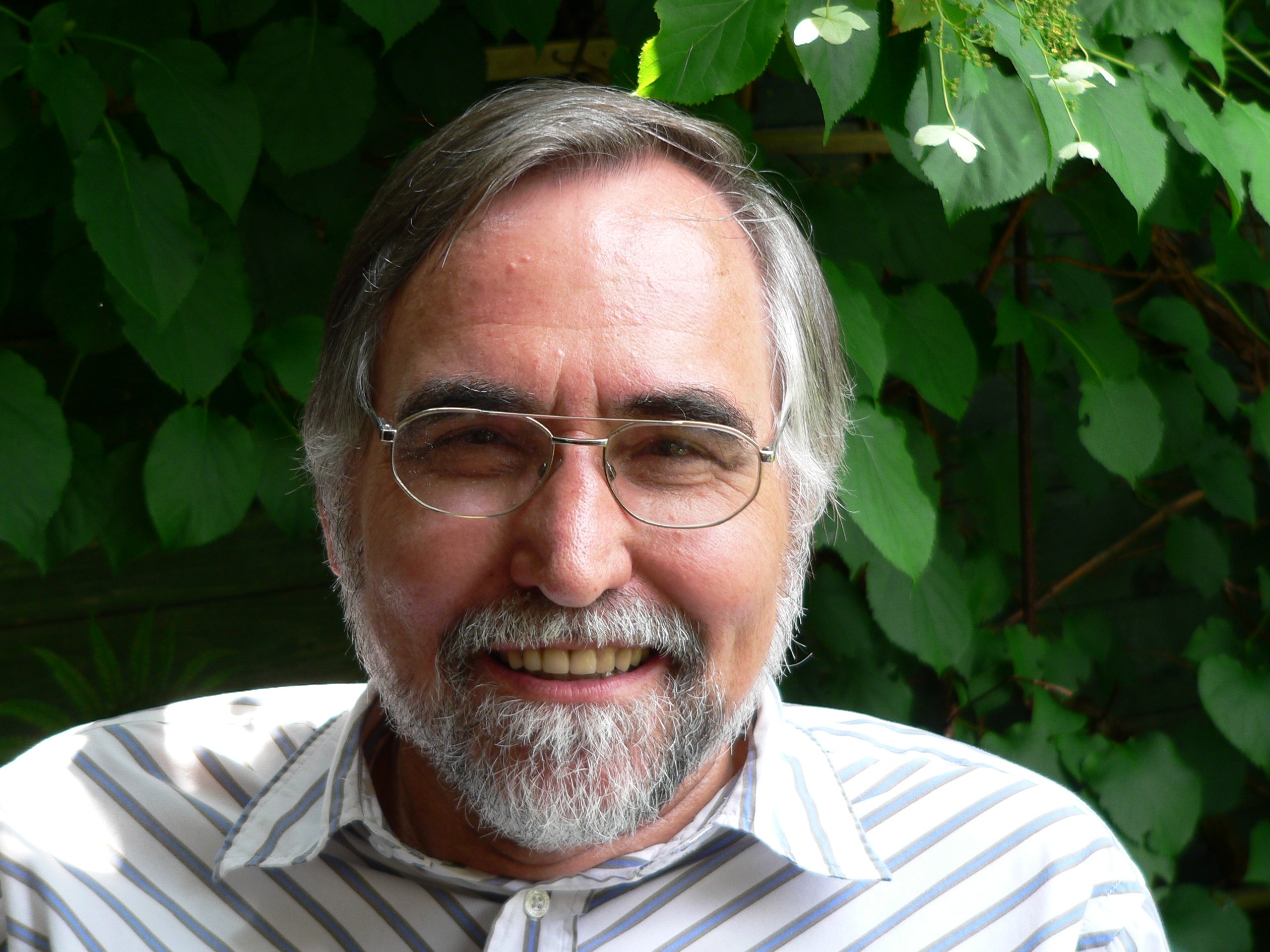
Hans-Dieter Mutschler

Hans-Dieter Mutschler (ur. 11 września 1946 w Stuttgarcie) – profesor filozofii przyrody w Akademii Ignatianum w Krakowie. W licznych publikacjach koncentruje się na zagadnieniach z zakresu nauki i światopoglądu chrześcijańskiego.

## Życiorys
Hans-Dieter Mutschler studiował od 1973 do 1979 filozofię i teologię w jezuickiej Wyższej Szkole Filozoficznej w Monachium oraz w Paryżu i Frankfurcie nad Menem. W roku 1989 obronił doktorat na Uniwersytecie Johanna Wolfganga Goethego we Frankfurcie nad Menem. Od 1995 wykładał na jezuickiej uczelni w Innsbrucku.
Habilitację uzyskał w roku 1997 również na uniwersytecie we Frankfurcie.
Od roku 2004 Mutschler wykłada filozofię przyrody w Wyższej Szkole Filozoficzno-Pedagogicznej Ignatianum (obecnie: Akademia Ignatianum) w Krakowie. Od roku 2006 jest docentem filozofii przyrody w Wyższej Szkole Teologiczno-Filozoficznej Św. Jerzego we Frankfurcie nad Menem.

## Publikacje
- Spekulative und empirische Physik. Aktualität und Grenzen der Naturphilosophie Schellings. Kohlhammer Verlag, Stuttgart 1990
- Physik, Religion, New Age. Echter Verlag, Würzburg 1992
- Auferstehung aus der Festplatte. Religiöse Weihe für den Fortschritt. Zu Frank Tiplers Buch "Die Physik der Unsterblichkeit". In: Publik-Forum. Nr. 12/1994, S. 45-46.- Zitiert hier:
- Die Gottmaschine. Das Schicksal Gottes im Zeitalter der Technik, Pattloch-Verlag, Augsburg 1998
- Karl Rahner: Verantwortung der Theologie im Dialog mit Naturwissenschaften und Gesellschaftstheorie. (Band 15 der Rahner-Gesamtausgabe), Herder Verlag, Freiburg 2002. (Herausgeber). ISBN 978-3-451-23715-7
- Naturphilosophie, Kohlhammer Verlag, Stuttgart 2002, ISBN 978-3-17-016814-5
  - Wydanie polskie: Wprowadzenie do filozofii przyrody. Wybrane zagadnienia, Wydawnictwo WAM, Kraków 2005, ISBN 83-7318-546-1
- Hans-Dieter Mutschler/ Wolfgang Köhler (Hg.): Ist der Geist berechenbar?, Wissenschaftliche Buchgesellschaft Darmstadt 2003
- Physik und Religion. Perspektiven und Grenzen eines Dialogs, Wissenschaftliche Buchgesellschaft, Darmstadt 2005, ISBN 3-534-15735-4
  - Wydanie polskie: Fizyka i religia. Perspektywy oraz granice dialogu, Wydawnictwo WAM, Kraków 2007, ISBN 978-83-7318-886-0.
- Von der Form zur Formel. Metaphysik und Naturwissenschaft. Die Graue Edition, Zug 2012, ISBN 978-3-906336-58-9.